# 埃莱娜·巴伦西亚诺
埃莱娜·巴伦西亚诺（西班牙語：Elena Valenciano，1960年9月18日—）是西班牙工人社会党女性政治人物，欧洲议会社会党团议员。

## 政治生涯
1960年9月18日出生于马德里，父亲是一名医生。在马德里康普顿斯大学学习法律和政治学，但没有完成课程。1975年加入西班牙社会主义青年团，1978年成为工人社会党党员。

### 欧洲议会（1999-2008）
在1999年西班牙欧洲议会选举中，她成功当选歐洲議會議員，担任西班牙社会党团副书记兼发言人，同时担任欧洲议会委员会人权小组委员会协调员。

### 西班牙国会（2008–2014）
2008年辞去欧洲议会职务回到西班牙，参加了2008年西班牙大选，并成功当选眾議院马德里选区议员。作为议员，她担任工人社会党在众议院外交事务委员会的发言人。2008年4月28日，她与中华人民共和国驻西班牙大使邱小琪举行了会谈，就两党、两国关系等问题交换了意见。2012年至2014年间，她被工人社会党总书记鲁瓦尔卡瓦任命为党内的第一副书记。

### 欧洲议会（2014-）
2014年2月，她成为歐洲議會選舉的工人社会党主候选人。当时，工人社会党是欧洲议会社会主义者和民主人士进步联盟中的第二大社会党团，拥有23个席位。
2014年5月14日，她与对手人民党的米格尔·阿里亚斯·卡涅特参加了西班牙电视台欧洲议会选举的首场辩论。最后，她在辩论中击败了阿里亚斯，但仅拿回了14个议席，比2009年少了9个。
选举结束后，她重新进入欧洲议会，并担任人权小组委员会主席。同时她还是民主促进与选举协调小组成员，负责议会选举的监督工作。此外，她还在外交事务委员会的阿拉伯马格里布联盟与地中海聯盟代表团任职，也是西撒哈拉事务会议组成员。
在2015年海地总统选举期间，她担任欧洲联盟观察团负责人，负责监督投票的筹备与组织工作。